# Linroth
Linroth är en svensk adelsätt, som utslocknade på svärdssidan 2011.
Släktens stamfader är kyrkoherden Laurentius Theodori (död mellan 1646 och 1653) i Tjällmo, vars hustru enligt Anrep hette Brita. Deras son Elias upptog namnet Linderoth. Elias Linroth var brukspatron och bergsfogde och köpte upp Alkvetterns bruk och Lanfors, där han tillverkade ammunition och bröt silver och järn, varmed han skapade en förmögenhet. Hans hustru Catharina kallade sig Danckwardt efter sin mor, som var syster till Niclas Danckwardt-Lillieström och halvsyster till Johan Lillieström. Hustruns far var kronofogden Daniel Mattson från Frösunda i Götlunda socken, och anlade både Frösundas och Oppboga hammare i Fellingsbro. Barnen till Elias Linderoth och Catharina Danckwardt adlades under namnet Linroth för faderns förtjänster 1691, och sönerna introducerades på nummer 1222.
Två, möjligen tre, söner blev "av våda ihjälstuckna" i unga år, med några års mellanrum. Dottern Maria blev stammoder till Gyllenflychtska ätten, dottern Catharina gifte sig Ehrencreutz, och Anna med brukspatron Magnus Lewin och sedan Adlerklo. Sonen generaladjutant Gustaf dödades i Ukraina, och regementskvartermästare Lars avled i rysk fångenskap. Ätten fortlevde på svärdssidan med tre söner: Johan, Claes och Elias.
Johan Linroth var brukspatron på Bjurbäcks bruk och assessor i Bergskollegium. Hans gren fortlevde på svärdssidan med två söner i andra äktenskapet, med Juliana Elisabeth Ertman, syster till Jacob von Ertman. Denna gren ägde Bjurbäck och fideikommisset Lång, men slocknade på svärdssidan 1816.
Claes Linroth var brukspatron på Alkvettern, Storfors med mera, samt var gift med Sara Ehrenpreus. Dottern Brita blev stammoder till ätten Günther, Maria till von Törne, Sara Catharina för Stedt, och Anna Elisabeth de Frietzcky.
Elias Linroth var brukspatron på Forsbacka. Hans ättegren slocknade 1782.
Ättlingar till Claes Linroth överflyttade till England 1821. Till ätten hörde Klas Linroth. Med hans sonson medicine jubeldoktorn Klas Otto Linroth utslocknade ätten på svärdssidan den 5 oktober 2011. Originalsköldebrevet donerades år 2021 till Riddarhuset.